# Majbi Bajbi
Mejbi Bejbi (rusky Мэйби Бэйби, rusky Виктория Лысюк; * 1. září 1995 Žabinka), občanským jménem Viktorija Lysjuk, je ruská zpěvačka a členka hudební skupiny Frendzona (rusky Френдзона).

## Život
V roce 2012 se přestěhovala do Ruska a začala studovat na Petrohradské státní univerzitě. Po absolvování univerzity začala hodně cestovat napříč různými městy v Rusku, přičemž za cíle svých cest označila studium turistiky a soukromé návštěvy.
Na začátku roku 2018 přijala nabídku svého přítele Vladimíra Galata stát se členkou skupiny Frendzona.
Po rozpadu skupiny Frendzone oznámila práce na dlouhohrajícím albu s názvem Мэйбилэнд.

## Obraz na veřejnosti
Obraz zpěvačky ve skupině Frendzona je „uštěpačná dívka s modrými vlasy“ dle vyjádření Alekceja Mažajeva při recenzi mini alba Maibi Bajbi Tolko jesli v sčjočku Только если в щёчку „Písně Majbi Bajbi jako postavy jsou jízlivé, náladové, se zvláštním humorem a slovní zásobou, s neustálými odkazy na složité vztahy s ostatními účastníky projektu, se záměrně idiotským zvukem syntezátoru a loutkovým hlasem.“

## Diskografie

### Studiové album
| rok  | název     | fonetický přepis | překlad    |
| ---- | --------- | ---------------- | ---------- |
| 2022 | Мэйбилэнд | Mejbilend        | Mejbi země |

### Samostatně vydané písně
| Rok  | Název                                         | Fonetický přepis  | Překlad            |
| ---- | --------------------------------------------- | ----------------- | ------------------ |
| 2018 | Аскорбинка                                    | Askorbinka        |                    |
| 2019 | Аскорбинка 2.0                                | Askorbinka 2.0    |                    |
| 2019 | Любимая школа                                 | Ljubimaja škola   | Milovaná škola     |
| 2019 | Бесконечное лето                              | Beskoněčnoje leto | Nekonečné léto     |
| 2019 | Тамагочи (Společně s Алёна Швец)              | Tamagoči          |                    |
| 2020 | Не исправлюсь» (společně se zpěvačkou Dorou)  | Ně ispravljus     | Mě nenapravíš      |
| 2020 | Ахегао                                        | Achegao           | (výraz tváře)      |
| 2020 | Бла Бла                                       | Bla Bla           | Blá Blá            |
| 2020 | Пока молодой (společně se skupinou Хлеб)      | Poka molodoj      | Ahoj mládí         |
| 2021 | Планета М                                     | Planěta M         | Planet M           |
| 2021 | Банда-пропаганда (společně se zpěvákem Kroki) | Banda-propaganda  | Propaganda-Tlupy   |
| 2021 | Лаллипап                                      | Lallipan          |                    |
| 2021 | Барбисайз (společně s Dorou)                  | Barbisajz         | Bárbinina velikost |
| 2022 | sH1pu4Ka!                                     |                   |                    |
| 2022 | Боль (společně s hudebníkem quiizzzmeow )     | Bol               | Žal                |
| 2022 | Дакимакура                                    | Dakimakura        |                    |
| 2022 | Мотылёк (společně se skupinou IOWA)           | Motyljok          | Motýl              |

## Jiné
- Dne 24. července 2020 vydala zpěvačka sólové minialbum Tolko jesli v sčjočku Только если в щёчку.[23]
- V září 2020 se zúčastnila jako host zábavného pořadu Muzykaliti Музыкалити Maxima Galkina spolu Dmitrijem Malikovym.[24][25][26]
- 18. února 2022 vyšla společná skladba Chinata Хината spolu s LXNEREM pro jeho album Elysium.